# Henry Drummond (1786–1860)
Pour les articles homonymes, voir Drummond et Henry Drummond (homonymie).
Henry Drummond (5 décembre 1786 – 20 février 1860) est un banquier, homme politique et écrivain anglais, connu comme l'un des fondateurs de l'Église catholique-apostolique ou irvingienne, après avoir été un des soutiens du Réveil genevois et français.

## Biographie

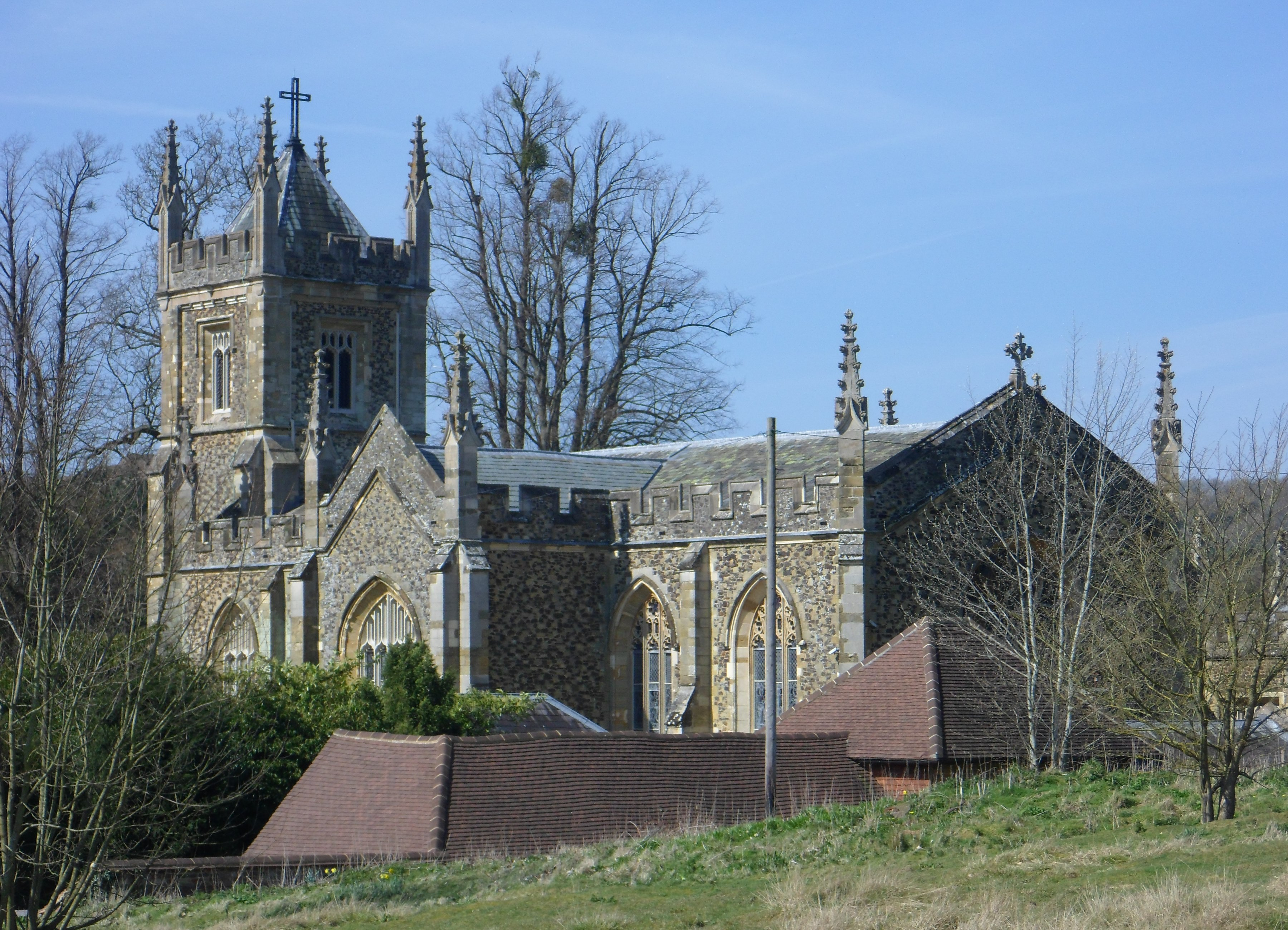
L'église catholique-apostolique construite à Albury Park en 1840, pour Drummond.

Henry Drummond est né à The Grange, près de Northington, dans le Hampshire. Il est le fils aîné de Henry Drummond, un éminent banquier de Londres et membre du parlement ; sa mère était Anne Dundas, fille de Henry Dundas. Il a fait ses études à Harrow et à Christ Church college, à Oxford, sans obtenir aucun diplôme. Son nom est lié à l'Université par le biais de la chaire d'économie politique qu'il y a fondée en 1825.
Il entre au Parlement en 1810 comme député de Plympton Erle et s'investit immédiatement très activement dans presque tous les domaines de la politique. Quoique viscéralement indépendant et souvent excentrique dans ses opinions, il s'est le plus souvent aligné sur les positions du Parti Conservateur. Ses discours, souvent presque inaudibles, étaient généralement lucides et informatifs, et parfois caustiques et sévères. Il a été nommé shérif du Surrey pour 1826.
En 1817, à Genève, il rencontre Robert Haldane et prend sa suite comme soutien du Réveil, dans sa lutte contre le socinianisme de l'église officielle de cette ville. Il finance la "Société continentale", qui emploie plusieurs évangélistes francophones itinérants, dont Henri Pyt. Vers la fin de sa vie, il a été intimement lié à l'origine et la propagation de l'Église catholique-apostolique, qu'Edward Irving et d'autres avaient fondée en 1826. Il contribue très généreusement au financement de la nouvelle église, dont il devient l'un des principaux officiels, étant d'abord ordonné comme l'Ange de la Congrégation d'Albury et par la suite appelé comme "apôtre" pour l’Écosse et la Suisse. Il est ainsi, avec les autres "apôtres" et les "prophètes", responsable de son élaboration théologique.
En décembre 1839, il est élu fellow de la Royal Society . Partenaire senior de la Charing Cross Bank, il prend sa retraite en 1843. De 1847 jusqu'à sa mort, il a représenté le West Surrey au parlement.
Il décède en 1860.

## Œuvres
Henry Drummond s'est passionné pour les sujets religieux, et a publié des livres et des brochures sur l'interprétation des prophéties, la circulation des Livres apocryphes et les principes du christianisme. Ses publications incluent des écrits apologétiques en faveur de l'Église catholique apostolique. Il a publié en 1846 une Histoire des familles nobres britanniques . Il a également publié en 1851 les Principes des Édifices de culte et de l'Ornement, imprimés de manière anonyme par Thomas Bosworth.

## Famille
Drummond avait épousé sa cousine Lady Henrietta Hay Drummond, fille de Robert Hay-Drummond, 10e comte de Kinnoull. Ils eurent trois fils, tous morts avant lui, et deux filles.

## Hommages et postérité
Il y a une rue près de Melbourne à Carlton North, Victoria, qui a été revendiquée comme nommée d'après lui, mais le Conseil local considère qu'il s'agit de Thomas Drummond (1797-1840), l'inventeur écossais, ingénieur et cartographe.